# Alghero
Alghero, katalanisch L’Alguer ([ləlˈɣe] (Standard) bzw. [lalˈɣe] (lokal)), sardisch S’Alighera, ist eine Stadt in der Metropolitanstadt Sassari auf der italienischen Insel Sardinien. Sprachwissenschaftlich ist es als katalanische Sprachinsel von Bedeutung.

## Lage und Daten
Alghero hat 42.281 Einwohner (Stand 31. Dezember 2023) auf einer Fläche von 225 km² und liegt an der nördlichen Westküste Sardiniens.
Die Altstadt verfügt über viele mittelalterliche Baudenkmäler, die typisch für mittelalterliche Städte auf dem Gebiet der Krone von Aragon sind. Dicke Mauern umschließen die Altstadt, die auf einem Felsvorsprung liegt. Schmale Gassen und Steinstufen führen zu den Plätzen und Kirchen.

## Geschichte
Die Periode der Fremdherrschaft über Sardinien, die etwa 800 v. Chr. mit den Phöniziern und Karthagern begann und sich über etliche Zwischenstufen fortsetzte, wurde im 11. Jahrhundert in Alghero damit fortgeführt, dass die genuesische Familie Doria die Stadt im Namen der Republik Genua von sarazenischen Piraten befreite, besetzte und in eine Festung gegen die konkurrierenden Pisaner umbaute.
Bernhard II. von Cabrera segelte als Feldherr des Königs Peter IV. von Aragón am 18. August 1353 mit einer Kriegsflotte nach Sardinien und erschien vor Alghero, um die Stadt der aragonesischen Herrschaft zu unterwerfen. Zu diesem Zweck ließ er Alghero zu Land und Wasser belagern; außerdem erhielt er aus Venedig eine Verstärkung von 20 Kriegsschiffen. Am 27. August 1353 schlug er eine herbeigeeilte genuesische Flotte in der Seeschlacht von Porto Conte. Drei Tage später ergab sich Alghero dem Sieger. Bald fiel die Stadt aber wieder von Aragón ab. König Peter IV. rüstete eine Flotte von 50 Kriegs- und 20 Lastschiffen aus, die er mit 10.000 Infanteristen und 1500 Reitern bemannte. Er segelte mit ihr am 15. August 1354 von Rosas ab, kam eine Woche später vor Alghero an und ordnete die Belagerung der Stadt zu Wasser und Land an. Dagegen drohte der Richter (d. h. König) Mariano IV. von Arborea mit 17.000 Mann und nötigte den gefährlich erkrankten aragonesischen König nach harten Verhandlungen zum Abschluss eines unvorteilhaften Vertrags. Immerhin erhielt Peter IV. mit dieser Diplomatie am 16. November 1354 die Kontrolle über Alghero zurück. Die Aragonesen bauten die Festung aus und vertrieben die einheimische Bevölkerung. Das führte unter anderem zur Gründung der Stadt Villanova Monteleone.
Im Zweiten Weltkrieg wurden bei einem Luftangriff durch britische Flugzeuge am 17. Mai 1943 Dom und Bischofspalais von Bomben getroffen und 52 Menschen getötet.

## Sprache

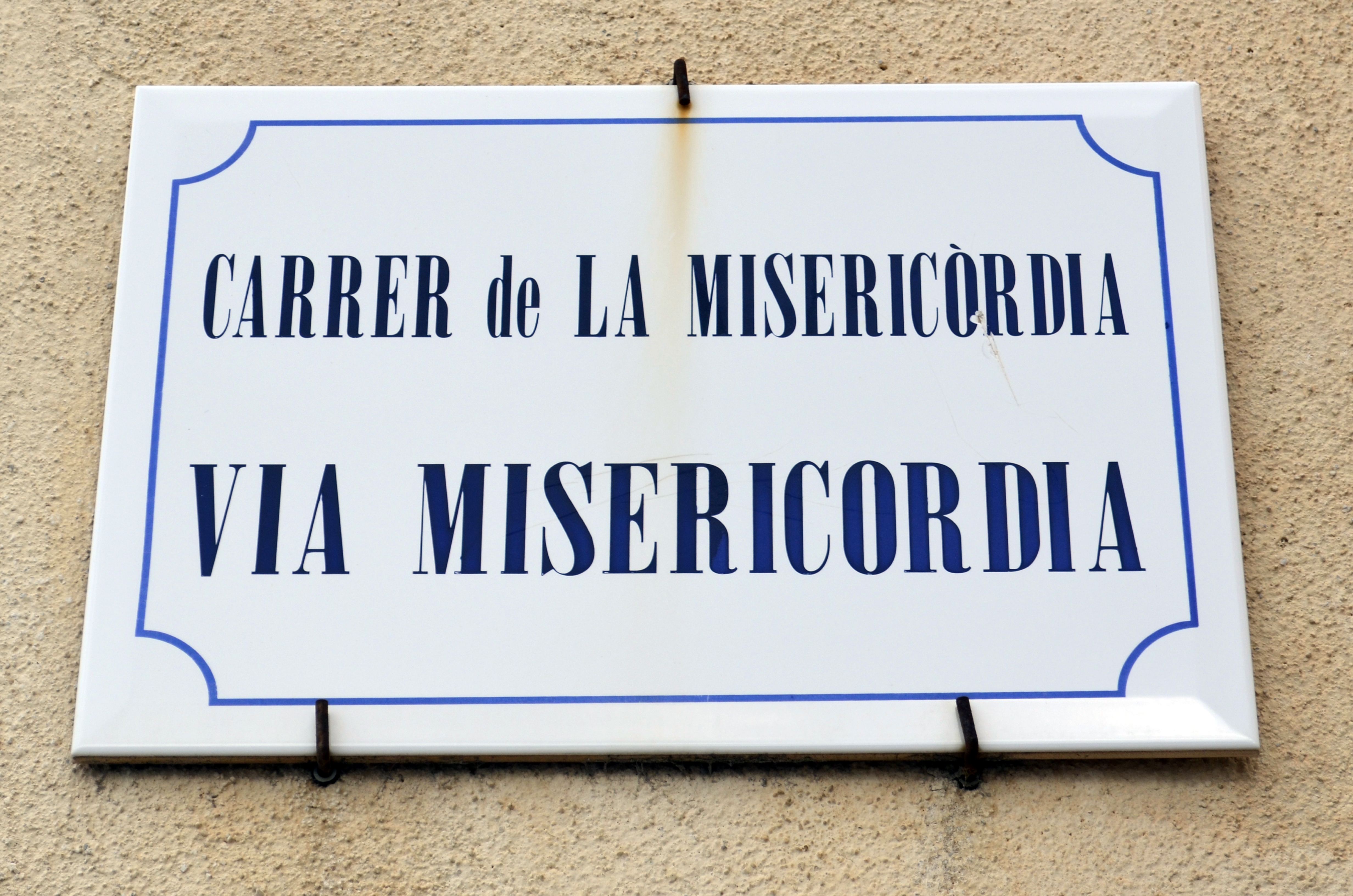
Katalanische und italienische Benennungen auf einem Straßenschild in der Altstadt

Ein Teil der Einwohner spricht immer noch Katalanisch, da Kolonisten aus Barcelona die Stadt neu besiedelten, nachdem die Sarden 1372 nach einem Volksaufstand gegen den aragonischen König Pero IV. vertrieben worden waren.
Als offizielle Sprache wurde das Katalanische im 17. Jahrhundert durch das Spanische, später durch das Italienische ersetzt. Im Jahr 1990 verstanden noch etwa 60 % der Bevölkerung den katalanischen Dialekt von Alghero, in dem sich valencianische, balearische und ostkatalanische Elemente mit sardischen Einflüssen vermischt haben. Derzeit wird die Mundart nur noch von wenigen Familien an ihre Kinder weitergegeben. Verschiedene Vereinigungen fördern die Sprache und die Kultur, wie z. B. das Maria-Montessori-Zentrum und das Kulturwerk von Alghero.
Die Sprache ist aber, trotz anders lautender Richtlinien zum Minderheitenschutz in der italienischen Verfassung, vor Ort nur dürftig geschützt. Die Einwohner sprechen daneben Italienisch und verstehen zumindest die lokalen sardischen Dialekte.
Die Bewohner von Alghero nennen ihre Stadt Klein-Barcelona (Barceloneta), nicht zu verwechseln mit La Barceloneta, dem Stadtteil von Barcelona.

## Sehenswürdigkeiten
Die Kathedrale Santa Maria des römisch-katholischen Bistums Alghero-Bosa stammt aus dem 16. Jahrhundert, wurde aber mehrfach umgebaut. Ihre klassizistische Fassade erhielt sie erst im 19. Jahrhundert. Bis zu ihrem Bau diente die Chiesa di San Michele (Kirche zum Heiligen Michael) als Kathedrale. Sie wurde im 17. Jahrhundert wiedererrichtet; der Vorgängerbau der alten Kirche stammte aus dem 14./16. Jahrhundert. Diese Kirche ist bis heute Sitz des Jesuitenkollegs. Sie hat den Grundriss eines Kreuzes. Die Kuppel der Kirche stammt aus dem Jahr 1950 und ist einer der auffälligsten Blickpunkte der ganzen Stadt: Sie ist mit glasierten, farbigen Dachziegeln gedeckt.
Vom Hafen aus verkehren regelmäßig Boote zur Grotta di Nettuno, einer vom Meer aus zugänglichen Tropfsteinhöhle. Eine weitere Sehenswürdigkeit, die Domus de Janas von Anghelu Ruju, liegen etwa 10 km nördlich von Alghero. Zwischen Fertilia und Maristella, etwa 10 km nordwestlich von Alghero, befindet sich der Nuraghenkomplex Palmavera.
Ungefähr 5 km von Alghero entfernt befindet sich die Bucht Cala Burantino mit ihren Stränden und dem historischen Sandsteinbruch Bolantì.

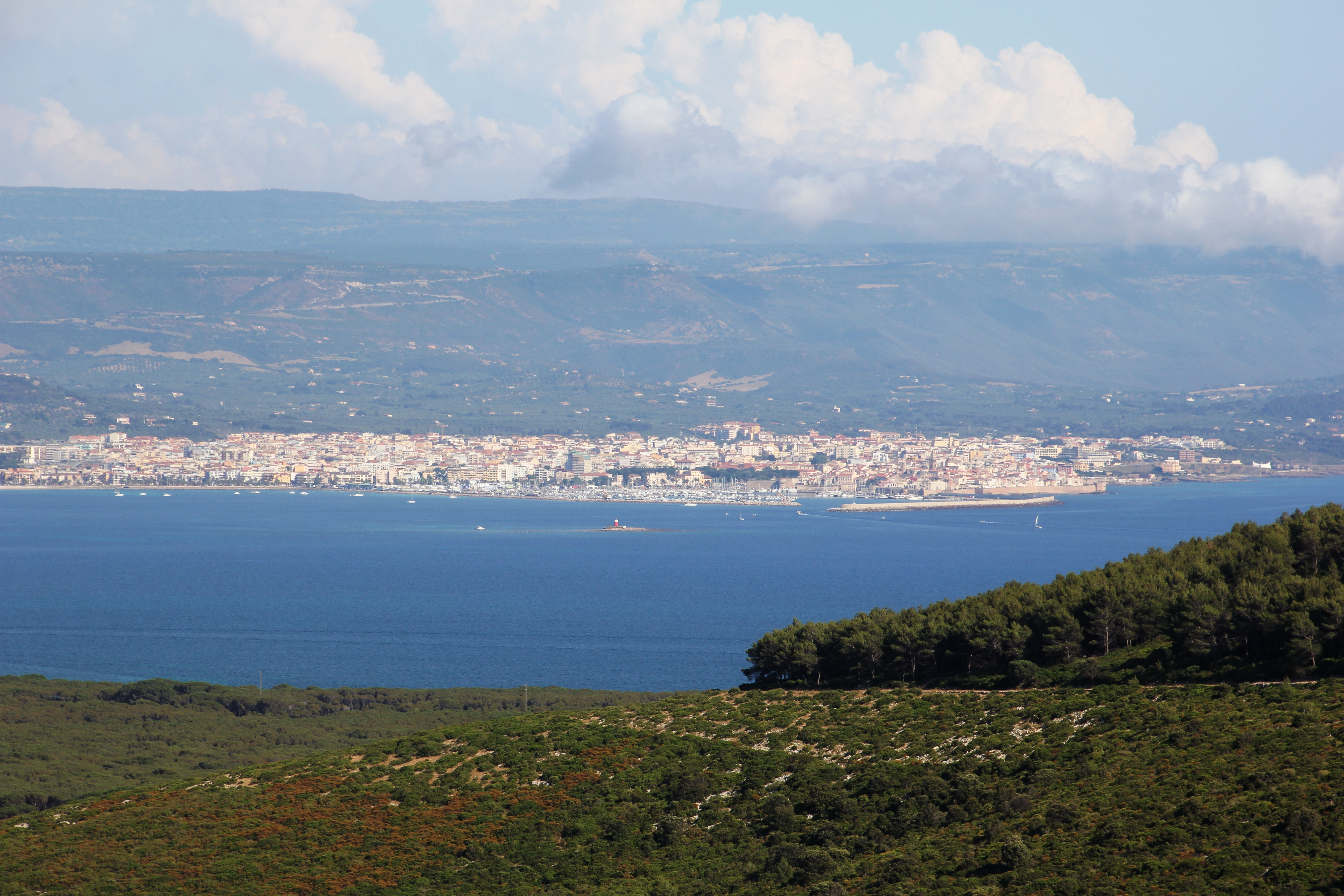
Panorama
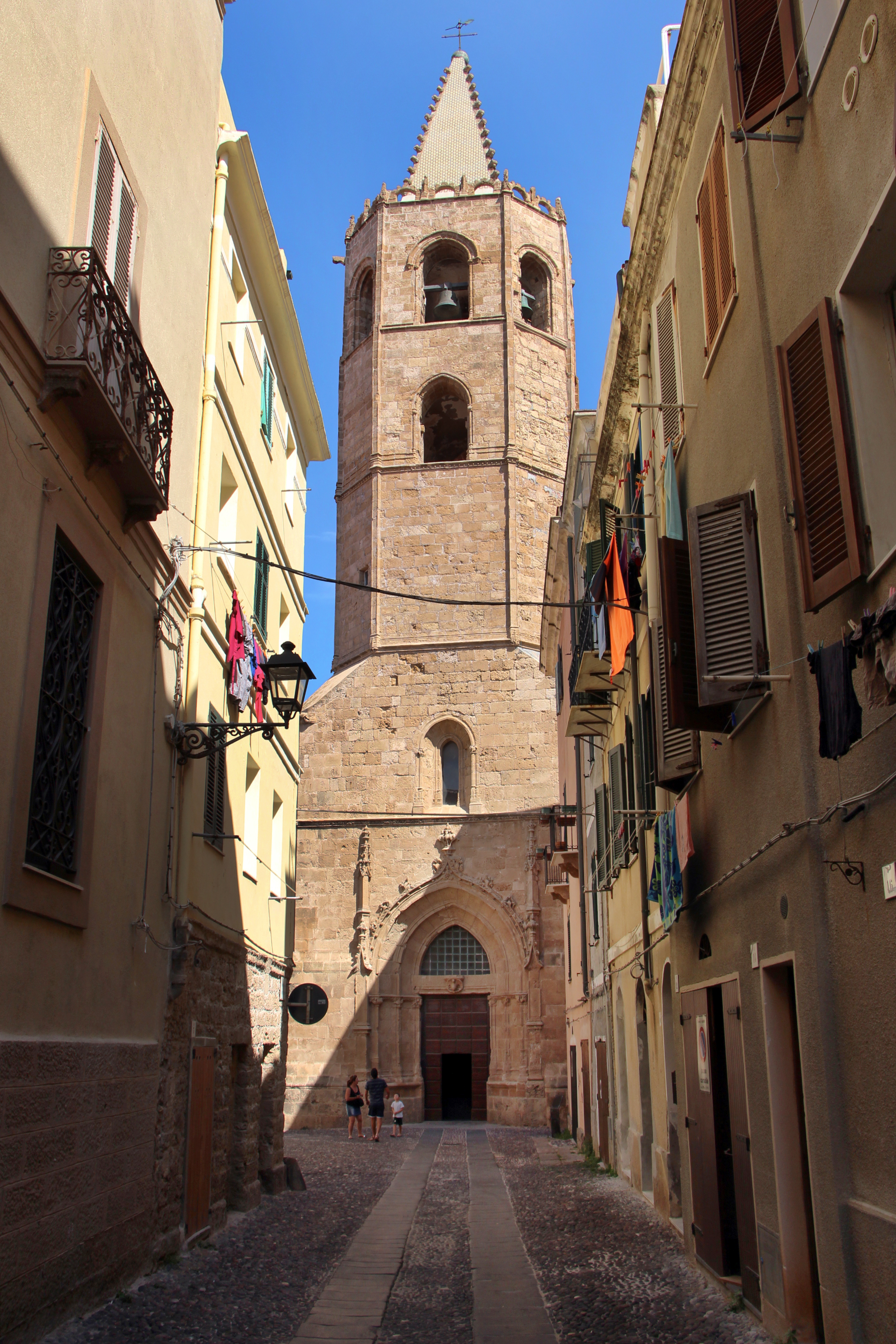
Kathedrale Santa Maria
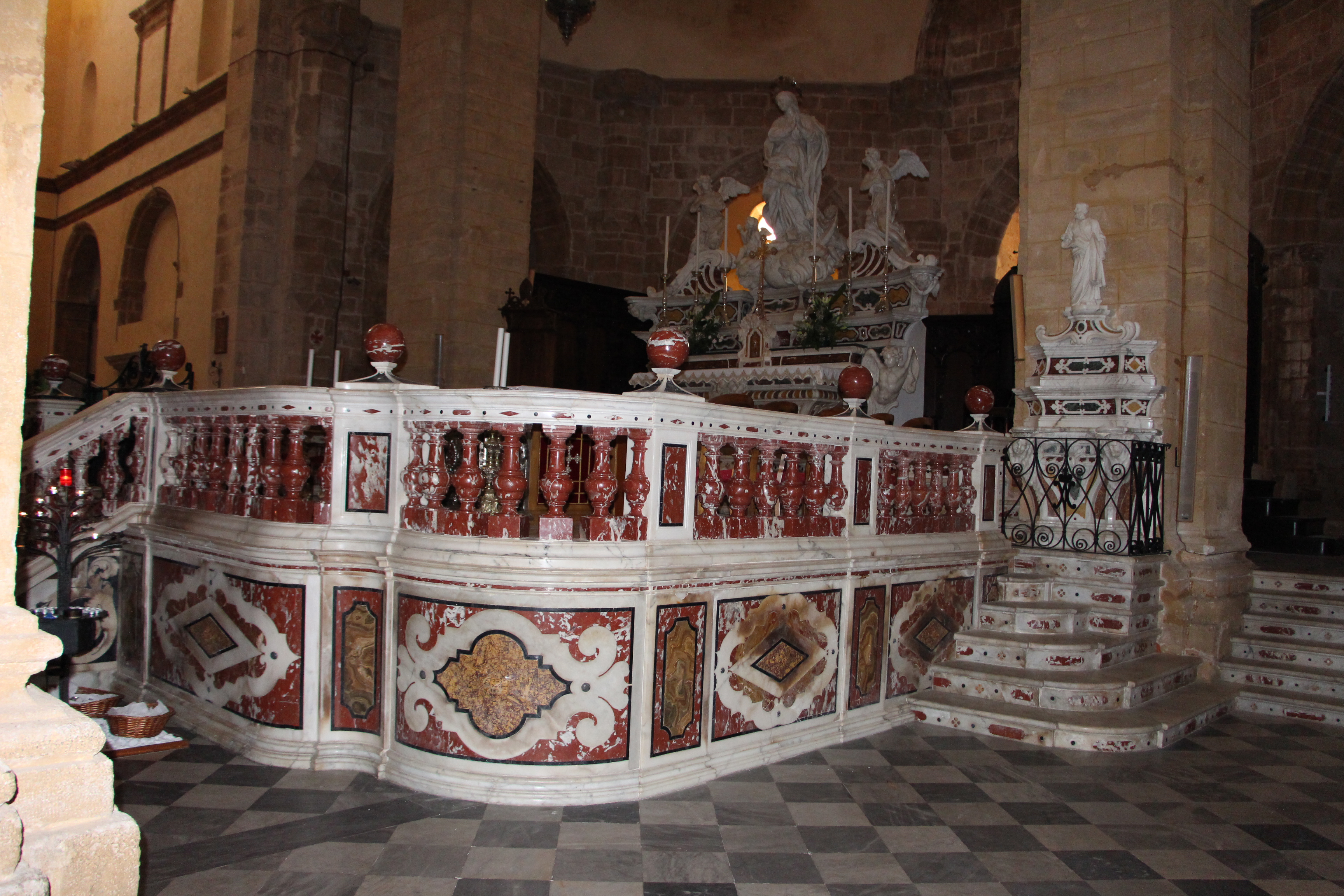
Hauptaltar der Kathedrale von 1727
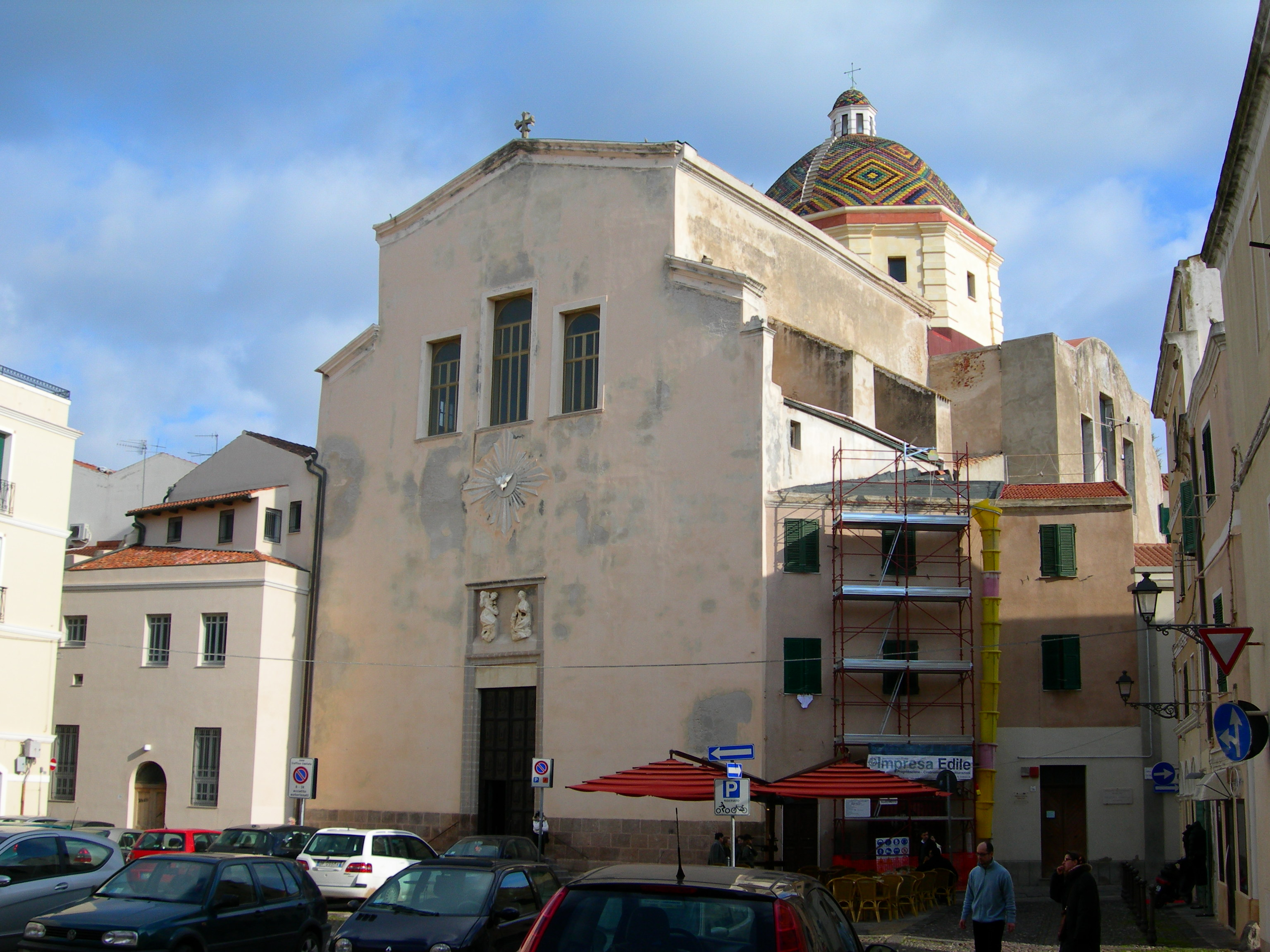
Chiesa di San Michele
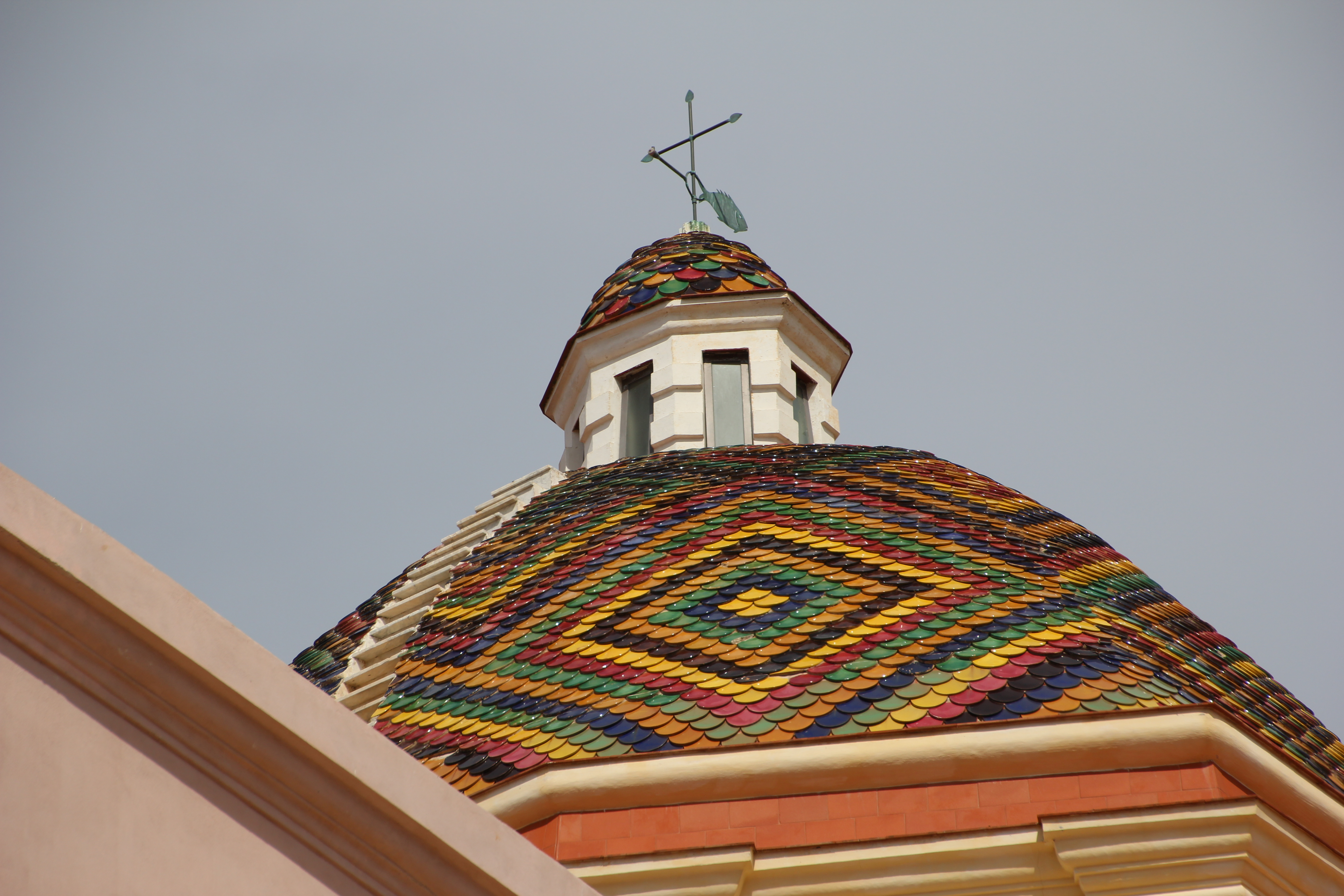
Kuppel von San Michele
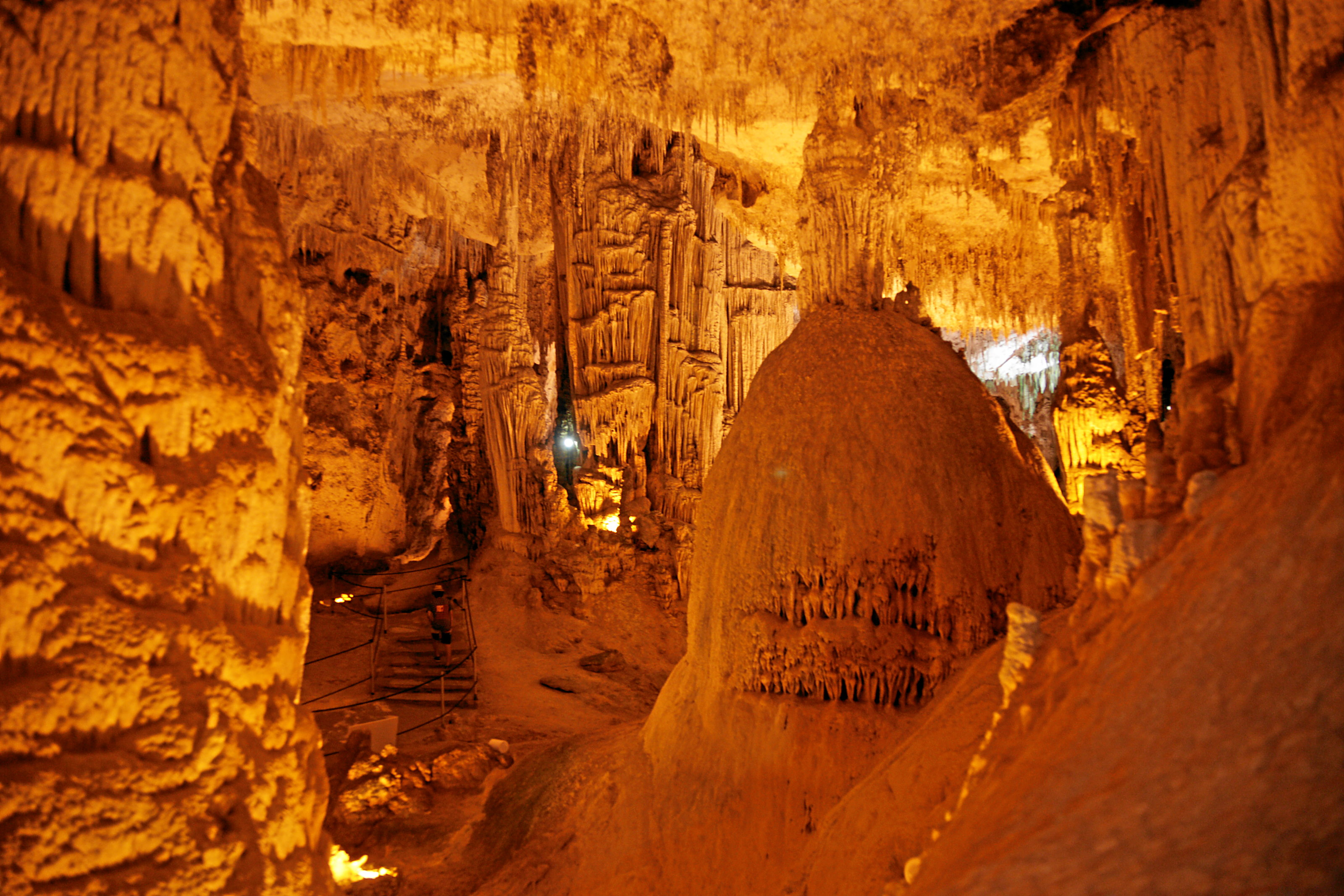
Grotte di Nettuno
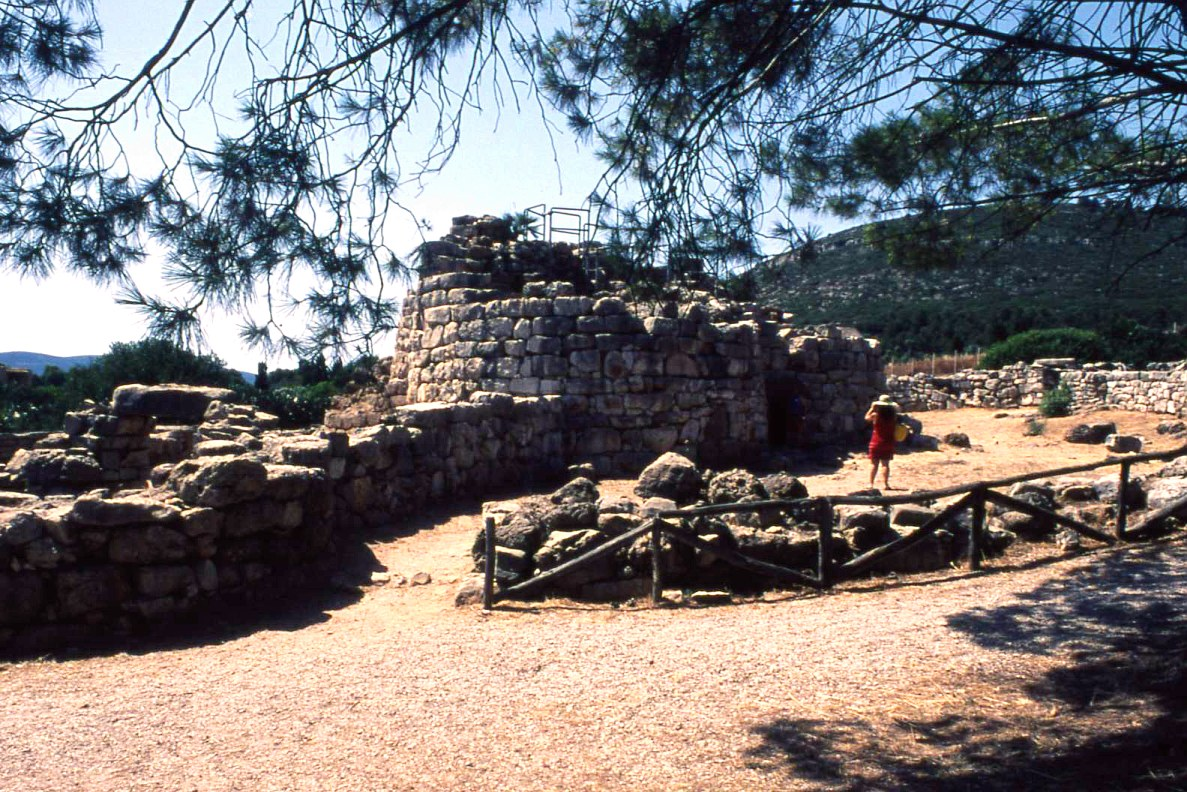
Nuraghenkomplex Palmavera
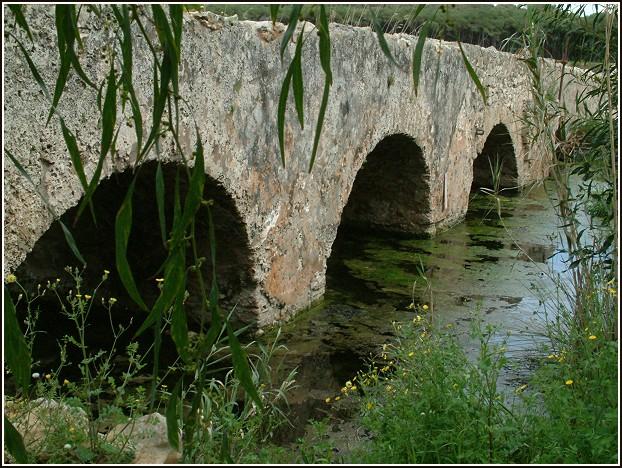
Römerbrücke bei Fertilia
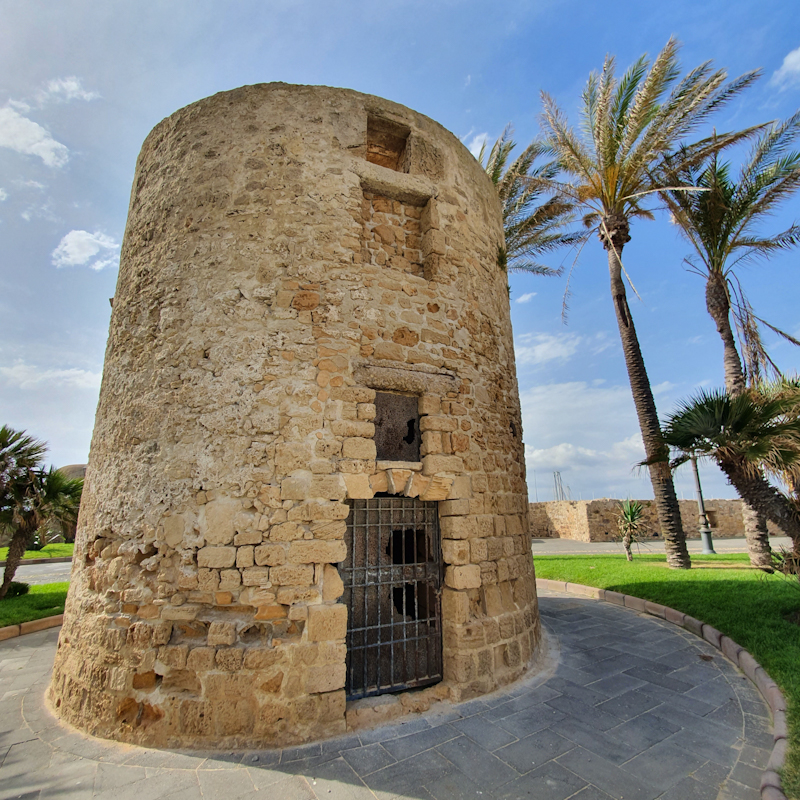
Torre Aragonese (Torre della Polveriera)
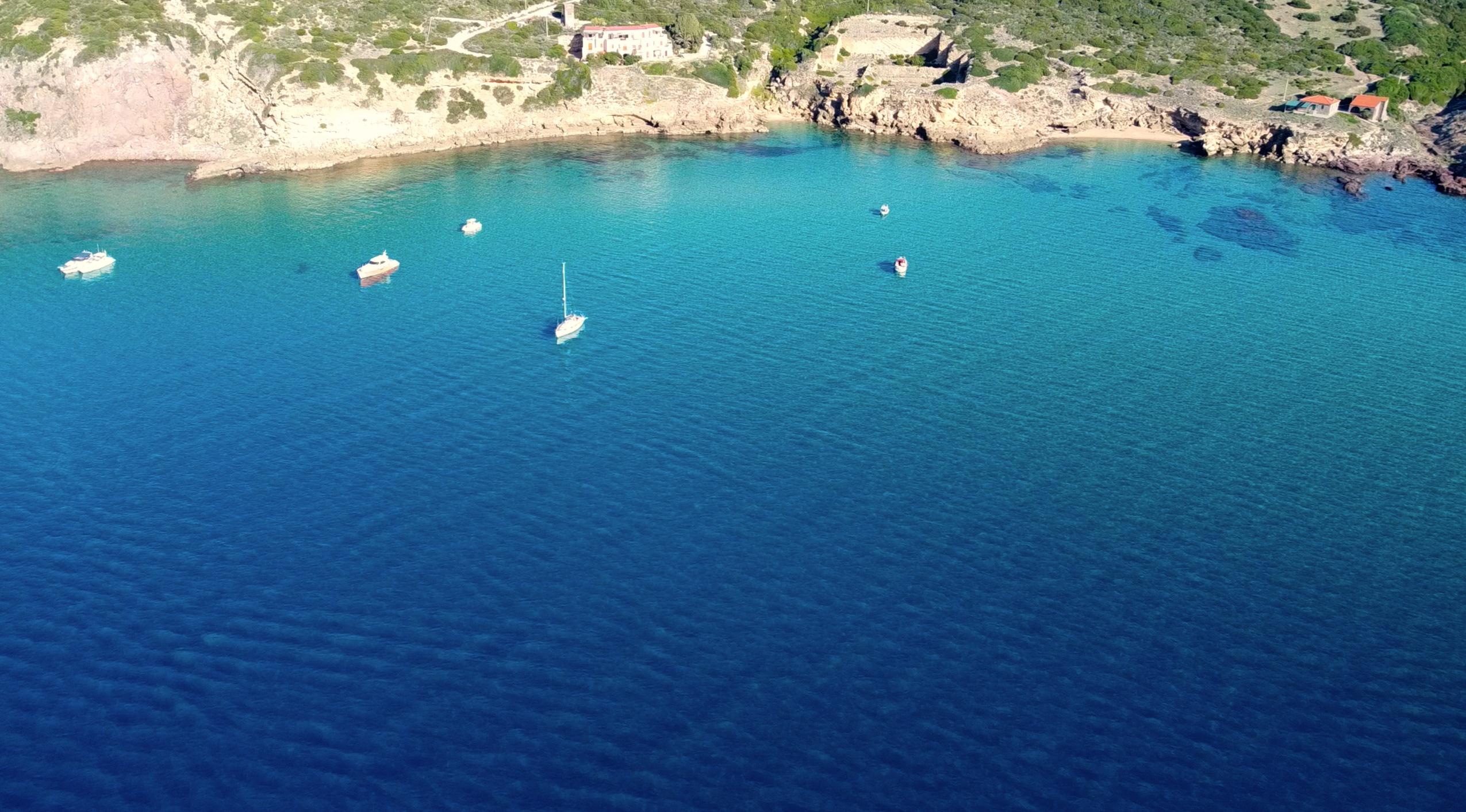
Bucht Cala Burantino

## Feste und Traditionen

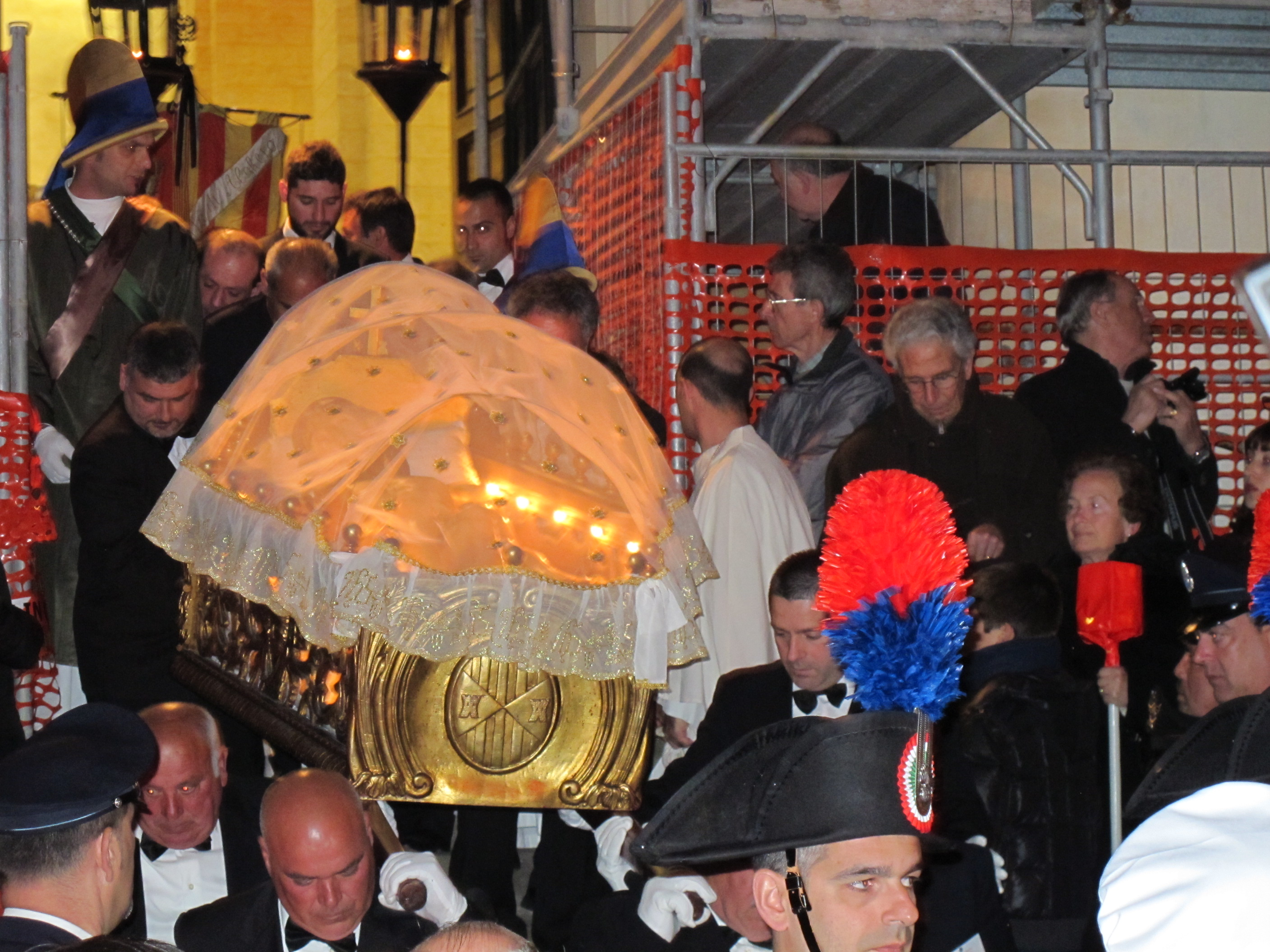
Karfreitagsprozession: Die Christusfigur wird im Sarg aus der Kathedrale getragen.

Unter den lebendigen Traditionen in Alghero sticht der Gesang der Sibylle hervor, der, wie auf Mallorca, in der Weihnachtsnacht gesungen wird.

### Karwoche
Die Woche vor Ostern ist in Alghero von rituellen Feierlichkeiten geprägt, die ihren Höhepunkt in der Karfreitagsprozession, der Processione del Discendimento finden. In deren Rahmen wird die hölzerne Christusfigur aus dem Dom vom Kreuz abgenommen und zusammen mit Bannern und anderen Statuen in einem Sarg durch die Stadt in die Chiesa della Misericordia getragen.

## Verkehr
Alghero verfügt über ein System von Stadt- (servizi urbani) und Regionalbussen (servizi extraurbani), die sowohl die einzelnen Ortsteile von Alghero untereinander als auch die Stadt mit Orten im näheren und weiteren Umland verbinden. Betrieben wird der Busverkehr von dem Unternehmen Trasporti Regionali della Sardegna (ARST).
Von dem etwas außerhalb der Stadtmitte gelegenen Bahnhof besteht eine Zugverbindung nach Sassari, die regelmäßig von Zügen der FdS (Ferrovia della Sardegna) bedient wird. Bis 1988 begann die Strecke am Hafen.
Alghero hat einen internationalen Flughafen (IATA-Code: AHO). Ganzjährige Linienflugverbindungen verbinden Alghero mit Rom und Mailand, seit Februar 2004 besteht eine reguläre Flugverbindung zu der katalanischen Stadt Girona. Die Billigflug-Gesellschaft Ryanair verbindet Alghero mit den deutschen Flughäfen Bremen, Dortmund, Hahn (Hunsrück), Memmingen und Niederrhein sowie mit Bratislava in der Slowakei, Graz in Österreich und weiteren Städten in Europa.

## Städtepartnerschaften
- Balaguer, Spanien
- Tarragona, Spanien[6]
- Palma, Spanien[6]
- Encamp, Andorra[6]

## Söhne und Töchter der Stadt
- Antonello Cuccureddu (* 1949), Fußballspieler und -trainer
- Dario Del Fabro (* 1995), Fußballspieler
- Enzo Favata (* 1956), Jazzmusiker